# Leymah Gbowee
Leymah Gbowee, född 1 februari 1972 i centrala Liberia, är en liberiansk traumaterapeut, medborgarrättskämpe och fredsaktivist. 2011 tilldelades hon Nobels fredspris tillsammans med Ellen Johnson Sirleaf och Tawakkul Karman, med motiveringen "for their non-violent struggle for the safety of women and for women’s rights to full participation in peace-building work" ("för deras ickevåldskamp för kvinnors säkerhet och deras rätt till fullt deltagande i fredsbyggande arbete").

## Biografi
Leymah Gbowee föddes i det inre av Liberia. Vid 17 års ålder flyttade hon till huvudstaden Monrovia, just när det första liberianska inbördeskriget bröt ut. Hon började så småningom arbeta som socialarbetare.
Gbowee var med och startade organisationen Women of Liberia Mass Action for Peace, som bidrog till att inbördeskriget i Liberia avslutades. Rörelsen startade genom att Gbowee samlade kvinnor för att få slut på den konflikt de såg omkring sig. I vita t-shirtar gick de varje dag till fiskmarknaden i huvudstaden Monrovia för att demonstrera mot kriget med böner och sånger. De samlade in pengar för att följa med till grannländerna och vara med vid fredsförhandlingarna och de ställde sig utanför de lyckta dörrarna och meddelade att de inte tänkte flytta på sig innan männen där inne kom överens om fred.
Rörelsen fick den dåvarande presidenten Charles Taylor att delta i fredsförhandlingar i grannlandet Ghana. Leymah Gbowee ledde sedan en delegation som fortsatte att hålla press på de förhandlande parterna. När fredssamtalen hotade att bryta samman genomförde kvinnorna en tyst massprotest utanför det ghananska presidentpalatset. Kvinnorörelsen blev en politisk kraft i Liberia och ledde fram till valet av Afrikas första kvinnliga statschef Ellen Johnson Sirleaf.
Leymah Gbowee är ledare för Women Peace and Security Network Africa (Wipsen), ett afrikanskt kvinnonätverk för fred och säkerhet baserat i Accra i Ghana.

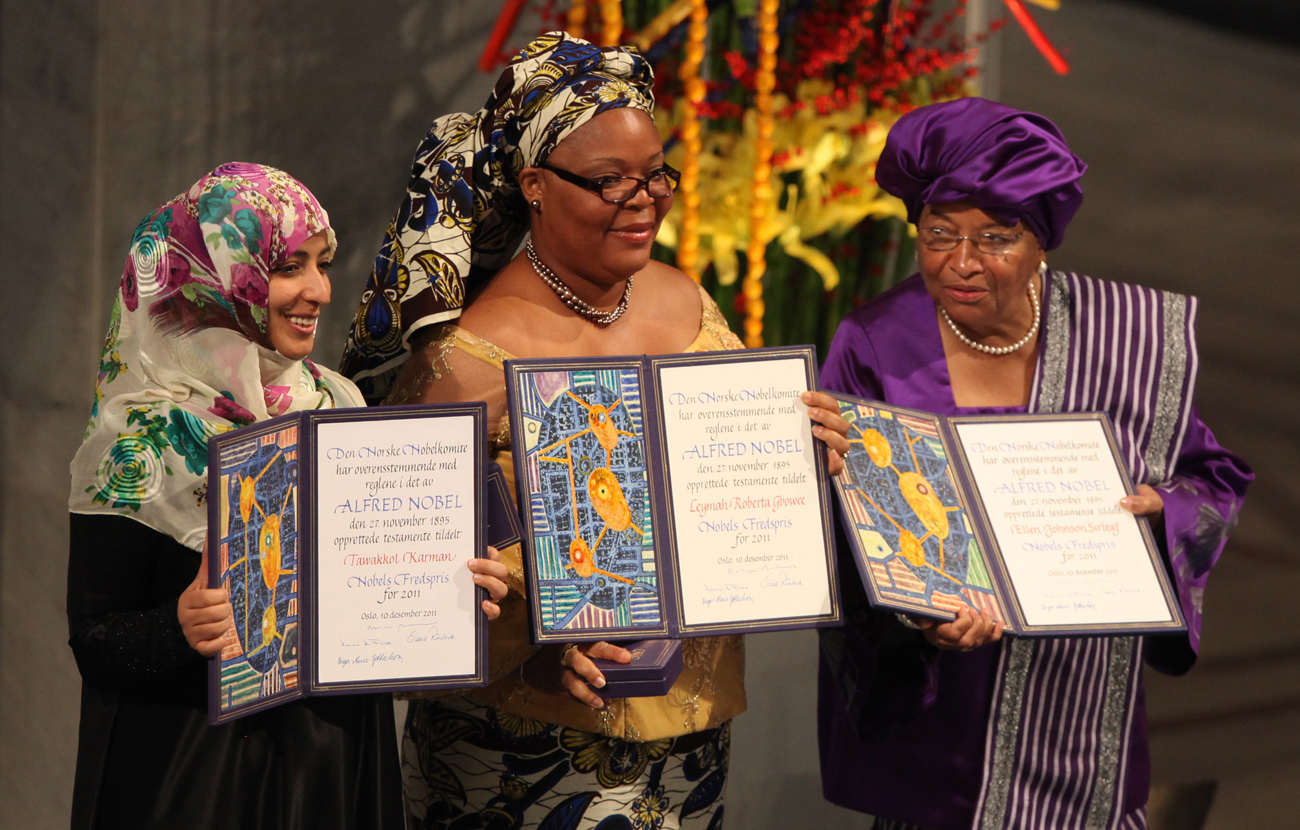
Tawakkul Karman, Leymah Gbowee och Ellen Johnson Sirleaf i samband med utdelandet av Nobels fredspris 2011.

Gbowee har tagit emot flera priser för sitt fredsarbete. Hon är även huvudperson i en dokumentärfilm från 2008 om de liberianska kvinnornas fredsrörelse, Pray the Devil Back to Hell.
Leyman Gbowee har sex barn. Hon har flera syskon varav en syster boende i Malmö, Sverige.